# Rio São Luís
O rio São Luís é um igarapé do estado do Acre, Brasil e faz parte da bacia hidrográfica de Juruá. 

### Região
Localizado no perímetro rural da cidade de Marechal Thaumaturgo. O Santuário de Nova Olinda que fica na região é lugar de romarias e batismos simbólicos  pois acredita-se que as águas do rio São Luís são sagradas.
1. 1 2  «Durante romaria, ex-prefeito de Jordão passa mal e é resgatado pela Defesa Civil do Estado». Tarauaca Agora. 26 de janeiro de 2018. Consultado em 29 de julho de 2024